# Demonax triaculeatus
Demonax triaculeatus är en skalbaggsart som beskrevs av Aurivillius 1922. Demonax triaculeatus ingår i släktet Demonax och familjen långhorningar.
Artens utbredningsområde är:
- Filippinerna.
- Taiwan.

Inga underarter finns listade i Catalogue of Life.